# XI Riunione degli scienziati italiani
L'undicesima riunione degli scienziati italiani fu un incontro dei principali studiosi della penisola italiana svoltosi a Roma nel 1873.

## Aspetti storici
L'undicesimo congresso si svolse undici anni dopo il decimo. Dopo la Terza guerra d’indipendenza e la presa di Roma, l'unità d'Italia era stata finalmente portata a termine ma la comunità scientifica ed intellettuale viveva ancora in una dimensione ristretta, provinciale. Il sapere era diventato sempre più appannaggio delle università, di conseguenza i congressisti di Roma discussero a lungo se fosse ancora opportuno continuare ad organizzare dei congressi generali. Si decise alla fine di proseguire ma con nuove regole. Sull'esempio dell'Inghilterra e della Francia venne inoltre istituita un'associazione o società degli Scienziati italiani, che divenne in seguito la Società italiana per il progresso delle scienze.
Il presidente generale fu Terenzio Mamiani. I vicepresidenti generali furono Luigi Biolchini (I sezione) e Rodolfo Lanciani (II sezione).

## I . Scienze fisiche, matematiche e naturali

### Fisica e Matematica
Furono nominati presidente Luigi Federico Menabrea e vicepresidente Pietro Blaserna.
I segretari furono Gustavo Uzielli e Angelo Armenante.

### Medicina e chirurgia
Furono nominati presidente Carlo Maggiorani e vicepresidente Pietro Burresi.
I segretari furono Ercole Pasquali e Francesco Occhini.

### Chimica, farmaceutica, agronomia, tecnologia, veterinaria
Furono nominati presidente Stanislao Cannizzaro e vicepresidente Francesco Selmi.
I segretari furono Fausto Sestini e Egidio Pollacci.

### Zoologia, fisiologia, mineralogia, geologia, paleontologia, botanica
Furono nominati presidente Giuseppe Ponzi e vicepresidente Giovanni Cappellini.
I segretari furono Achille Costa e Gabriele de Sanctis.

## II. Scienze morali e sociali

### Economia politica e statistica
Furono nominati presidente Raffaele Busacca e vicepresidente Augusto De Gori.
I segretari furono Giuseppe Orano e Antonio Ponsiglioni.

### Filosofia, legislazione, pedagogia
Furono nominati presidente Terenzio Mamiani e vicepresidente Paolo Emilio Imbriani.
Il segretario fu Angelo Valdarnini.

### Archeologia, storia, filologia, linguistica
Fu nominato presidente Michelangelo Caetani.
Il segretario fu Giacomo Lignana.

## Iniziative

### Medaglia commemorativa
In occasione della riunione venne distribuita ai partecipanti una medaglia commemorativa.
- Dritto: Anepigrafo. Veduta prospettica del Campidoglio.
Esergo: ROMA . COMMVNIS . PATRIA con fregio e rosetta. Sotto in curva: EQ I BIANCHI S.
- Rovescio: nel campo in otto righe LIBERO | IL PENSIERO | VNA LA PATRIA | IL CONGRESSO | DEGLI SCIENZIATI ITALIANI | SCIOGLIE IN ROMA | L'ANTICO VOTO | 1839-1873 Attorno, una corona d'alloro con sovrapposte 11 targhette (al centro in basso: SPQR e attorno le sedi dei precedenti raduni PISA, TORINO, FIRENZE, PADOVA, LUCCA, MILANO, NAPOLI, GENOVA, VENEZIA e SIENA).